# Premi Oscar 1938
La 10ª edizione della cerimonia di premiazione deiPremi Oscar si è tenuta il 10 marzo 1938 al Biltmore Bowl del Biltmore Hotel di Los Angeles, condotta dall'attore Bob Burns.

## Vincitori e candidati
Vengono di seguito indicati in grassetto i vincitori. Dove ricorrente e disponibile, viene indicato il titolo in lingua italiana e quello in lingua originale tra parentesi.

### Miglior film
- Emilio Zola (The Life of Emile Zola), regia di William Dieterle
- L'orribile verità (The Awful Truth), regia di Leo McCarey
- Capitani coraggiosi (Captains Courageous), regia di Victor Fleming
- Strada sbarrata (Dead End), regia di William Wyler
- La buona terra (The Good Earth), regia di Sidney Franklin
- L'incendio di Chicago (In Old Chicago), regia di Henry King
- Orizzonte perduto (Lost Horizon), regia di Frank Capra
- Cento uomini e una ragazza (One Hundred Men and a Girl), regia di Henry Koster
- Palcoscenico (Stage Door), regia di Gregory La Cava
- È nata una stella (A Star Is Born), regia di William A. Wellman

### Miglior regia
- Leo McCarey - L'orribile verità (The Awful Truth)
- Sidney Franklin - La buona terra (The Good Earth)
- William Dieterle - Emilio Zola (The Life of Emile Zola)
- Gregory La Cava - Palcoscenico (Stage Door)
- William A. Wellman - È nata una stella (A Star Is Born)

### Miglior attore protagonista
- Spencer Tracy - Capitani coraggiosi (Captains Courageous)
- Charles Boyer - Maria Walewska (Conquest)
- Fredric March - È nata una stella (A Star Is Born)
- Robert Montgomery - Notturno tragico (Night Must Fall)
- Paul Muni - Emilio Zola (The Life of Emile Zola)

### Migliore attrice protagonista
- Luise Rainer -  La buona terra (The Good Earth)
- Irene Dunne - L'orribile verità (The Awful Truth)
- Greta Garbo - Margherita Gauthier (Camille)
- Janet Gaynor - È nata una stella (A Star Is Born)
- Barbara Stanwyck - Amore sublime (Stella Dallas)

### Miglior attore non protagonista
- Joseph Schildkraut - Emilio Zola (The Life of Emile Zola)
- Ralph Bellamy - L'orribile verità (The Awful Truth)
- Thomas Mitchell - Uragano (The Hurricane)
- H.B. Warner - Orizzonte perduto (Lost Horizon)
- Roland Young - La via dell'impossibile (Topper)

### Migliore attrice non protagonista
- Alice Brady - L'incendio di Chicago (In Old Chicago)
- Andrea Leeds - Palcoscenico (Stage Door)
- Anne Shirley - Amore sublime (Stella Dallas)
- Claire Trevor - Strada sbarrata (Dead End)
- May Whitty - Notturno tragico (Night Must Fall)

### Miglior sceneggiatura
- Norman Reilly Raine, Heinz Herald e Geza Herczeg - Emilio Zola (The Life of Emile Zola)
- Vina Delmar - L'orribile verità (The Awful Truth)
- John Lee Mahin, Marc Connelly e Dale Van Ever - Capitani coraggiosi (Captains Courageous)
- Morris Ryskind e Anthony Veiller - Palcoscenico (Stage Door)
- Dorothy Parker, Alan Campbell e Robert Carson - È nata una stella (A Star Is Born)

### Miglior soggetto originale
- William A. Wellman e Robert Carson - È nata una stella (A Star Is Born)
- Robert Lord - Legione nera (Black Legion)
- Niven Busch - L'incendio di Chicago (In Old Chicago)
- Heinz Herald e Geza Herczeg - Emilio Zola (The Life of Emile Zola)
- Hans Kraly - Cento uomini e una ragazza (One Hundred Men and a Girl)

### Miglior fotografia
- Karl Freund - La buona terra (The Good Earth)
- Gregg Toland - Strada sbarrata (Dead End)
- Joseph Valentine - Ali nella bufera (Wings over Honolulu)

### Miglior scenografia
- Stephen Goosson - Orizzonte perduto (Lost Horizon)
- Carroll Clark - Una magnifica avventura (A Damsel in Distress)
- Richard Day - Strada sbarrata (Dead End)
- Cedric Gibbons e William A. Horning - Maria Walewska (Conquest)
- Wiard Ihnen - Every Day's a Holiday
- Anton Grot - Emilio Zola (The Life of Emile Zola)
- Hans Dreier e Roland Anderson - Anime sul mare (Souls at Sea))
- John Victor Mackay - Mischa il fachiro (Manhattan Merry-Go-Round)
- William S. Darling e David Hall - Alle frontiere dell'India (Wee Willie Winkie)
- Lyle R. Wheeler - Il prigioniero di Zenda (The Prisoner of Zenda)
- Alexander Toluboff - Modella di lusso (Walter Wanger's Vogues of 1938)
- Jack Otterson - Parata notturna (You're a Sweetheart)

### Migliore aiuto regia
- Robert Webb - L'incendio di Chicago (In Old Chicago)
- Russ Saunders - Emilio Zola (The Life of Emile Zola)
- C. C. Coleman Jr. - Orizzonte perduto (Lost Horizon)
- Hal Walker - Anime sul mare (Souls at Sea)
- Eric Stacey - È nata una stella (A Star Is Born)

### Migliore coreografia
- Hermes Pan - Fun House da Una magnifica avventura (A Damsel in Distress)
- Busby Berkeley - The Finale da Invito alla danza (Varsity Show)
- Bobby Connolly - Too Marvelous for Words da Ready, Willing and Able
- Dave Gould - All God's Children Got Rhythm da Un giorno alle corse (A Day at the Races)
- Sammy Lee - Swing Is Here to Stay da Alì Babà va in città (Ali Baba Goes to Town)
- Harry Losee - Prince Igor Suite da Scandalo al Grand Hotel (Thin Ice)
- LeRoy Prinz - Luau da Waikiki Wedding

### Miglior montaggio
- Gene Havlick e Gene Milford - Orizzonte perduto (Lost Horizon)
- Al Clark - L'orribile verità (The Awful Truth)
- Elmo Veron - Capitani coraggiosi (Captains Courageous)
- Basil Wrangell - La buona terra (The Good Earth)
- Bernard W. Burton - Cento uomini e una ragazza (One Hundred Men and a Girl)

### Miglior sonoro
- Thomas T. Moulton e United Artists Studio Sound Department - Uragano (The Hurricane)
- Douglas Shearer e Metro-Goldwyn-Mayer Studio Sound Department - Primavera (Maytime)
- Homer G. Tasker e Universal Studio Sound Department - Cento uomini e una ragazza (One Hundred Men and a Girl)
- A. E. Kaye e Grand National Studio Sound Department - Una ragazza puro sangue (The Girl Said No)
- Nathan Levinson e Warner Bros. Studio Sound Department - Emilio Zola (The Life of Emile Zola)
- John P. Livadary e Columbia Studio Sound Department - Orizzonte perduto (Lost Horizon)
- Elmer A. Raguse e Hal Roach Studio Sound Department - La via dell'impossibile (Topper)
- Edmund H. Hansen e 20th Century-Fox Studio Sound Department - L'incendio di Chicago (In Old Chicago)
- Loren L. Ryder e Paramount Studio Sound Department - Un mondo che sorge (Wells Fargo)
- John Aalberg e RKO Radio Studio Sound Department - Una donna in gabbia (Hitting a New High)

### Miglior colonna sonora
- Charles Previn - Cento uomini e una ragazza (One Hundred Men and a Girl)
- Alfred Newman - Uragano (The Hurricane)
- Louis Silvers - L'incendio di Chicago (In Old Chicago)
- Max Steiner - Emilio Zola (The Life of Emile Zola)
- Dimitri Tiomkin - Orizzonte perduto (Lost Horizon)
- Hugo Riesenfeld - Buona notte amore! (Make a Wish)
- Herbert Stothart - Primavera (Maytime)
- Alberto Colombo - Portia on Trial
- Alfred Newman - Il prigioniero di Zenda (The Prisoner of Zenda)
- Roy Webb - Dolce inganno (Quality Street)
- Frank Churchill, Leigh Harline e Paul J. Smith - Biancaneve e i sette nani (Snow White and the Seven Dwarfs)
- Victor Schertzinger - Hollywood (Something to Sing About)
- W. Franke Harling e Milan Roder - Anime sul mare (Souls at Sea)
- Marvin Hatley - I fanciulli del West (Way Out West)

### Migliore canzone
- Sweet Leilani, musica e testo di Harry Owens - Waikiki Wedding
- Remember Me, musica di Harry Warren, testo di Al Dubin - Mr. Dodd Takes the Air
- That Old Feeling, musica di Sammy Fain, testo di Lew Brown - Walter Wanger's Vogues of 1938
- They Can't Take That Away from Me, musica di George Gershwin, testo di Ira Gershwin - Voglio danzare con te (Shall We Dance)
- Whispers in the Dark, musica di Frederick Hollander, testo di Leo Robin - Artisti e modelle (Artists and Models)

### Miglior cortometraggio
- The Private Life of the Gannets, regia di Julian Huxley
- A Night at the Movies, regia di Roy Rowland
- Romance of Radium, regia di Jacques Tourneur

### Miglior cortometraggio a 2 bobine
- Torture Money, regia di Harold S. Bucquet
- Deep South, regia di Leslie Goodwins
- Should Wives Work?, regia di Leslie Goodwins

### Miglior cortometraggio a colori
- Penny Wisdom, regia di David Miller
- The Man without a Country, regia di Crane Wilbur
- Popular Science J-7-1, regia di Gayne Whitman

### Miglior cortometraggio d'animazione
- Il vecchio mulino (The Old Mill), regia di Wilfred Jackson e Graham Heid
- Educated Fish, regia di David Fleischer
- The Little Match Girl, regia di Arthur Davis

## Premi speciali

### Oscar onoraio
- Mack Sennett per i suoi ultimi contributi alla tecnica della commedia sullo schermo.
- Edgar Bergen per la creazione del suo personaggio comico Charlie McCarthy.
- W. Howard Greene per la fotografia a colori di È nata una stella (A Star Is Born).
- The Museum of Modern Art Film Library per la significativa opera di raccolta di film dal 1895 ad oggi e per averla resa disponibile, per la prima volta al pubblico, come strumento per lo studio dell'evoluzione storica ed estetica del cinema come una delle maggiori arti.

### Premio alla memoria Irving G. Thalberg
- Darryl F. Zanuck